# Compiz Fusion
Compiz Fusion ist eine Sammlung von Plugins und einem Konfigurationssystem für Compiz. Compiz Fusion ist das Ergebnis der Zusammenführung von der alten Plugin-Sammlung „Compiz Extras“ und den Teilen Beryls, die unabhängig vom Kern des Fenstermanagers sind. 
Das Ziel des Projekts war es, alle Features von Beryl zu Compiz zu portieren und neue Plugins zu schreiben. Zur selben Zeit wurde Beryl eingestellt, und einige Änderungen vom Beryl-Kern flossen in Compiz ein.

## Geschichte
Am 4. Oktober 2007 wurde openSUSE 10.3 als erste große Linux-Distribution mit Compiz Fusion ausgeliefert. Am 9. bzw. 18. Oktober 2007 folgte Mandriva 2008 bzw. Ubuntu 7.10 mit der Nutzung von Compiz Fusion als Standard-Fenstermanager.
Am 4. Februar 2009 wurde bekanntgegeben, dass Compiz Fusion und Compiz zusammengelegt werden (unter dem Namen Compiz) und dass das Projekt künftig durch ein neu gegründetes Compiz Council weiter vorangetrieben werde.